# Dicaeum erythrothorax
El picaflores pechirrojo (Dicaeum erythrothorax) es una especie de ave paseriforme de la familia Dicaeidae. Anteriormente se consideraba conespecífico del Dicaeum schistaceiceps.

## Distribución
Es endémica de las selvas de la isla de Buru (Molucas).